# Símbols d'Elda
L'escut i la bandera d'Elda són els símbols representatius d'Elda, municipi del País Valencià, a la comarca del Vinalopó Mitjà.

## Escut heràldic
L'escut, sense oficialitzar, d'Elda té el següent blasonament:
| « | Escut rectangular amb base arrodonida [en realitat, redona]. Sobre camp de gules (roig) dues torres del seu color [en realitat, d'or] unides per un mur d'enllaç, amb porta a cada torre. En cap, flor de lis d'argent. Per orla, branca de llorer al flanc sinistre i de palma al destre. Per timbre, el de la nació. En les representacions en què convinga fer-ho així, podrà col·locar-se una cinta tancada d'argent, cenyida a l'oval exterior, amb la llegenda “Fidelíssima Ciutat d'Elda”. | » |

## Bandera
La bandera, també sense oficialitzar, d'Elda té la següent descripció:
| « | Bandera de proporcions 2:3. De roig, al centre l'escut municipal. | » |

## Història
El blasonament o descripció de l'escut va ser aprovat pel Ple municipal de l'Ajuntament de 2 de novembre de 1965. L'escut està sense oficialitzar i no apareix al BOE ni en el DOGV ja que no es va arribar a aprovar pel Consell de Ministres, òrgan competent en 1965 i fins a 1982; ni per la Generalitat Valenciana, competent des de 1982, després de l'aprovació de l'Estatut d'Autonomia.
L'escut d'Elda té el seu origen en la Guerra de Successió Espanyola, que es va desenvolupar entre els anys 1701-1713. Aquest conflicte va tenir el seu origen en la manca de descendència del rei Carles II, de manera que tres candidats tenien la possibilitat d'accedir al tron: l'arxiduc Carles d'Àustria, Felip d'Anjou i Josep Ferran de Baviera. Davant la impossibilitat d'arribar a un acord, es va desencadenar una guerra civil que enfrontava als simpatitzants de Felip d'Anjou contra els partidaris de Carles d'Àustria. La llavors vila d'Elda va prendre partit a favor de Felip de Borbó, creant una força de 100 infants i 35 cavalls, que van participar en aquells conflictes bèl·lics del regne de València en què van ser requerits, com Alacant, Ontinyent, Villena, Xixona i Elx.
Durant aquesta guerra, en 1705, es va veure per primera vegada la bandera amb l'escut d'Elda. La bandera està formada per una tela de color roig i amb l'escut al centre. La bandera va ser una dotació del consell municipal com a símbol d'identificació. El color vermell de la bandera s'identifica amb el suport que la vila va proporcionar a Felip V. La Flor de Lis fou concedida per Felip V l'any 1713 com a mostra d'agraïment a Elda pel seu suport a la guerra de successió.
L'escut es representava amb forma ovalada, configuració característica de l'estil barroc, fins 1965, quan es va canviar per la forma quadrilonga de punta rodona.